# Рид, Дживайро
Дживайро Рид (нидерл. Givairo Read; род. 2 июня 2006, Амстердам) — нидерландский футболист, полузащитник клуба «Фейеноорд».

## Клубная карьера
Рид — воспитанник клубов «Зебюргия» и «Волендам». 17 марта 2023 года в матче против ситтардской «Фортуны» он дебютировал в Эредивизи за основной состав последнего. В июне 2023 года перешёл в молодёжную команду роттердамского «Фейеноорда», подписав с клубом трёхлетний контракт.
4 августа 2024 года дебютировал за основной состав «Фейеноорда» в матче за Суперкубок Нидерландов против ПСВ, заменив на 77-й минуте Маркоса Лопеса.

## Международная карьера
23 сентября 2022 года дебютировал за сборную Нидерландов до 17 лет в матче против Ирландии.

## Достижения
«Фейеноорд»
- Обладатель Суперкубка Нидерландов: 2024

Сборная Нидерландов (до 19)
- Чемпион Европы (до 19 лет): 2025